# 三氯三(四氢呋喃)合钛(III)
三氯三(四氢呋喃)合钛(III)是一种配位化合物，化学式为C12H24Cl3O3Ti，可简写为TiCl3(THF)3，其中THF为四氢呋喃。它对空气和水十分敏感。

## 制备
三氯三(四氢呋喃)合钛(III)可由三氯化钛和过量的四氢呋喃反应得到；或由3TiCl3·AlCl3和四氢呋喃反应制得。另一种常用的方法是由铝在THF中还原TiCl4(THF)2：
3 TiCl4(THF)2 + Al + 5 THF → 3 TiCl3(THF)3 + AlCl3(THF)2

## 性质
三氯三(四氢呋喃)合钛(III)在100 °C分解为绿色的TiCl3(THF)2，继续加热得到灰色的TiCl3(THF)，150~200 °C发生歧化反应，生成TiCl2并升华得到亮黄色的TiCl4(THF)2。
它在四氢呋喃中氩气气氛下可以被镁还原为Ti(MgCl)2·TiCl2，它和氮气反应生成Ti(MgCl)2(N2)·TiCl2，也有文献报道这一反应直接在氮气中进行，得到含Ti–N键的另一化合物TiN(MgCl)2·THF：
2 TiCl3(THF)3 + 5 Mg + N2 → 2 TiN(MgCl)2·THF + MgCl2(THF)2
TiCl3(THF)3–Mg–THF体系可以和一氧化碳反应，生成TiC2并放出甲烷，碳化物水解生成乙炔和甲烷。
由于三氯三(四氢呋喃)合钛(III)不稳定，它可以很容易地发生配体取代反应，如它和环辛四烯二钾在THF中回流反应，部分氯和THF配体被取代，可以结晶出绿色的[C8H8TiCl(THF)]2，它的THF分子可以继续脱去，得到灰绿色的[C8H8TiCl]4。三氯三(四氢呋喃)合钛(III)在室温下可以和乙酰丙酮反应，生成红褐色的Ti(acac)Cl2(THF)2。它在乙醚中和五氯苯基锂反应，可以得到黄色的[Li(THF)4][Ti(C6Cl5)4]，它在二氯甲烷-乙醚混合溶剂中重结晶，部分THF被取代，得到[Li(THF)2(O(C2H5)2)2][Ti(C6Cl5)4]·CH2Cl2。
它在THF中存在以下平衡：
2 TiCl3(THF)3 ⇌ [TiCl2(THF)4]+ + [TiCl4(THF)2]−
它可以和四氯化钛、氯化锌等反应，生成[TiCl2(THF)4][SnCl5(THF)]、[TiCl2(THF)4][ZnCl3(THF)]等。类似地，它和[NnBu4]2[MgCl4]（nBu=正丁基）反应，可以得到蓝色的[NnBu4][TiCl4(THF)2]·THF。

## 用途
三氯三(四氢呋喃)合钛(III)可用作TiIII源参与反应，如可以和金属有机框架材料MOF-5进行离子交换，得到部分Zn2+被Ti3+取代的化合物。